# 圓相

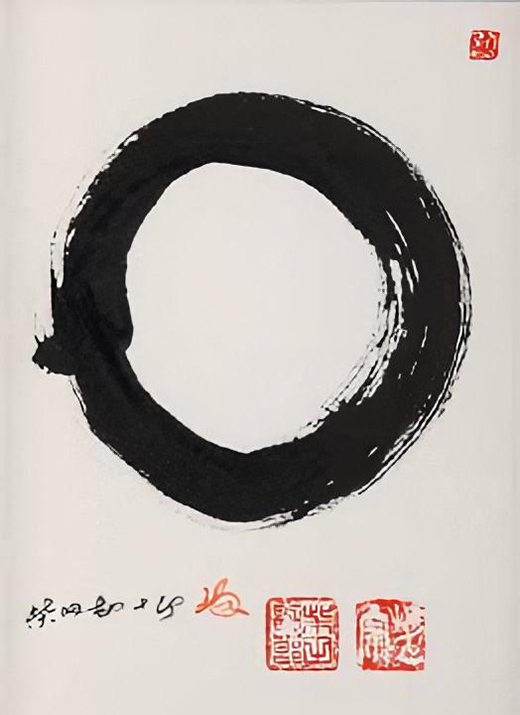
由柴田勘十郎畫的圓相

圓相，是汉传佛教十三宗之一禪宗的一個符號，為一個用一筆就可以畫完的圓形圖案。該圖案在日本又稱為「一圓相（一円相）」、「圓相圖（円相図）」。